# Dominik Wollenweber
Dominik Wollenweber es un oboísta alemán, especializado en interpretación de corno inglés. También es solista de la Orquesta Filarmónica de Berlín y laureado de un concurso internacional.

## Biografía
Dominik Wollenweber nació en una familia de músicos que tocaban corno inglés en la Orquesta Estatal de Baviera . Sin embargo, el propio Wollenweber no llegó inmediatamente a este instrumento. Comenzó a tocar música como flautista y luego pasó al oboe a la edad de 14 años. Primero estudió con Hagen Wagenheim en la Hochschule of Music de Munich y luego con Simon Dent en el Conservatorio Richard Strauss. De 1991 a 1993  Wollenweber también estudió con el solista de la Filarmónica de Berlín, Hansjörg Schellenberger.
A principios de la década de 1990, Dominik Wollenberger tocó el primer oboe en la Joven Orquesta de la Unión Europea. Durante algún tiempo tocó en varias orquestas como músico invitado. En 1993, Wollenberger fue contratado de forma competitiva para cubrir el puesto vacante de intérprete de corno inglés.
Además de actuar, Dominique Wollenberger se dedica a la docencia. Enseña en la Eisler Hochschule für Musik Berlin  también supervisa la sección de instrumentos de viento de la Joven Orquesta Gustav Mahler. Wollenberger está casado y tiene cuatro hijos.
Dominik Wollenberger ha obtenido el premio de la ARD International Music Competition y el premio del Ministerio de Cultura de Baviera. En 2022 obtuvo el premio Opus Klassik por su disco the art of english horn.

## Enlaces
- Dominik Wollenweber en el sitio web de la Orquesta Filarmónica de Berlín(en inglés)(en alemán)

- Datos: Q4123557